# 横山聖哉
横山 聖哉（よこやま せいや、2005年10月28日 - ）は、長野県上田市出身のプロ野球選手（内野手）。右投左打。オリックス・バファローズ所属。

## 経歴

### プロ入り前
上田市立第四中学校在学時はクラブチームの上田シニアに所属していた。
上田西高等学校に進学し、1年春からベンチ入り。2年春から遊撃手のレギュラーを務め、投手も兼任した。3年夏の第105回全国高等学校野球選手権大会に出場し、開幕戦となった土浦日大との初戦で1安打を記録したが、チームは延長10回タイブレークの末に敗れた。高校通算30本塁打。9月4日にプロ志望届を提出した。
2023年10月26日のドラフト会議でオリックス・バファローズから1巡目で指名された。11月18日に契約金8500万円、年俸700万円（金額はいずれも推定）で仮契約し、同30日の新入団選手会見で2021年まで吉田正尚が着用していた背番号34を着用することが発表された。

### オリックス時代
2024年、ウエスタン・リーグ公式戦27試合に出場し、打率.265、0本塁打、8打点の成績を挙げると、5月24日に初めて出場選手登録された。同日の対埼玉西武ライオンズ戦（ベルーナドーム）で「8番・三塁」でスタメン起用された。3回無死無走者のプロ初打席は捕邪飛に倒れるが、続く4回一死無走者の第2打席で髙橋光成からプロ初安打となる一塁への内野安打を記録した。その後は4試合全て先発出場し、打率.154（13打数2安打）に苦しみ、同月31日に出場選手登録を抹消。8月30日に一軍再昇格後は7試合に先発出場し、計4安打を記録するが、9月10日の対千葉ロッテマリーンズ戦では4打数無安打、翌11日の試合では代打で出場し、空振り三振に倒れ、翌12日に再び出場選手登録を抹消された。シーズン通算では12試合に出場、打率.150（40打数6安打）という成績であった。11月1日に現状維持となる推定年俸700万円で契約を更改した。

## 選手としての特徴
高校通算30本塁打を記録した強打の遊撃手。投手としても最速149km/hを記録している。

## 詳細情報

### 年度別打撃成績
| 年 度     | 球 団      | 試 合 | 打 席 | 打 数 | 得 点 | 安 打 | 二 塁 打 | 三 塁 打 | 本 塁 打 | 塁 打 | 打 点 | 盗 塁 | 盗 塁 死 | 犠 打 | 犠 飛 | 四 球 | 敬 遠 | 死 球 | 三 振 | 併 殺 打 | 打 率 | 出 塁 率 | 長 打 率 | O P S |
| --------- | ---------- | ----- | ----- | ----- | ----- | ----- | -------- | -------- | -------- | ----- | ----- | ----- | -------- | ----- | ----- | ----- | ----- | ----- | ----- | -------- | ----- | -------- | -------- | ----- |
| 2024      | オリックス | 12    | 40    | 40    | 2     | 6     | 1        | 0        | 0        | 7     | 0     | 0     | 0        | 0     | 0     | 0     | 0     | 0     | 16    | 1        | .150  | .150     | .175     | .325  |
| 通算：1年 | 通算：1年  | 12    | 40    | 40    | 2     | 6     | 1        | 0        | 0        | 7     | 0     | 0     | 0        | 0     | 0     | 0     | 0     | 0     | 16    | 1        | .150  | .150     | .175     | .325  |

- 2024年度シーズン終了時

### 年度別守備成績
| 年 度 | 球 団      | 三塁  | 三塁  | 三塁  | 三塁  | 三塁  | 三塁     | 遊撃  | 遊撃  | 遊撃  | 遊撃  | 遊撃  | 遊撃     |
| 年 度 | 球 団      | 試 合 | 刺 殺 | 補 殺 | 失 策 | 併 殺 | 守 備 率 | 試 合 | 刺 殺 | 補 殺 | 失 策 | 併 殺 | 守 備 率 |
| ----- | ---------- | ----- | ----- | ----- | ----- | ----- | -------- | ----- | ----- | ----- | ----- | ----- | -------- |
| 2024  | オリックス | 10    | 4     | 16    | 3     | 0     | .870     | 1     | 1     | 4     | 0     | 0     | 1.000    |
| 通算  | 通算       | 10    | 4     | 16    | 3     | 0     | .870     | 1     | 1     | 4     | 0     | 0     | 1.000    |

- 2024年度シーズン終了時

### 記録
初記録
- 初出場・初先発出場：2024年5月24日、対埼玉西武ライオンズ7回戦（ベルーナドーム）、「8番・三塁手」で先発出場[14]
- 初打席：同上、3回表に髙橋光成から捕邪飛[8][15]
- 初安打：同上、4回表に髙橋光成から一塁内野安打[14]

### 背番号
- 34（2024年 - ）